# Live in Hyde Park
| Críticas profissionais | Críticas profissionais |
| Avaliações da crítica  | Avaliações da crítica  |
| Fonte                  | Avaliação              |
| ---------------------- | ---------------------- |
| allmusiclink           | 4 de 5 estrelas.       |

Live In Hyde Park é o primeiro álbum ao vivo da banda norte-americana de funk-rock, Red Hot Chili Peppers, lançado em 2004.

## Faixas
Disco 1
1. "Intro" – 3:55
2. "Can't Stop" – 5:13
3. "Around the World" – 4:12
4. "Scar Tissue" – 4:08
5. "By the Way" – 5:20
6. "Fortune Faded" – 3:28
7. "I Feel Love" (cover de Donna Summer) – 1:28
8. "Otherside" – 4:34
9. "Easily" – 5:00
10. "Universally Speaking" – 4:16
11. "Get On Top" – 4:06
12. "Brandy" (cover de Looking Glass) – 3:34
13. "Don't Forget Me" – 5:22
14. "Rolling Sly Stone" – 5:06

Disco 2
1. "Throw Away Your Television" – 7:30
2. "Leverage of Space" – 3:29
3. "Purple Stain" – 4:16
4. "The Zephyr Song" – 7:04
5. "Californication" – 5:26
6. "Right on Time" – 3:54
7. "Parallel Universe" – 5:37
8. "Drum Homage Medley" – 1:29
  - "Rock and Roll"
  - "Good Times, Bad Times"
  - "Sunday Bloody Sunday"
  - "We Will Rock You"
9. "Under the Bridge" – 4:54
10. "Black Cross" (cover de 45 Grave) – 3:30
11. "Flea's Trumpet Treated by John" – 3:28
12. "Give It Away" – 13:17